# Deportivo Cali

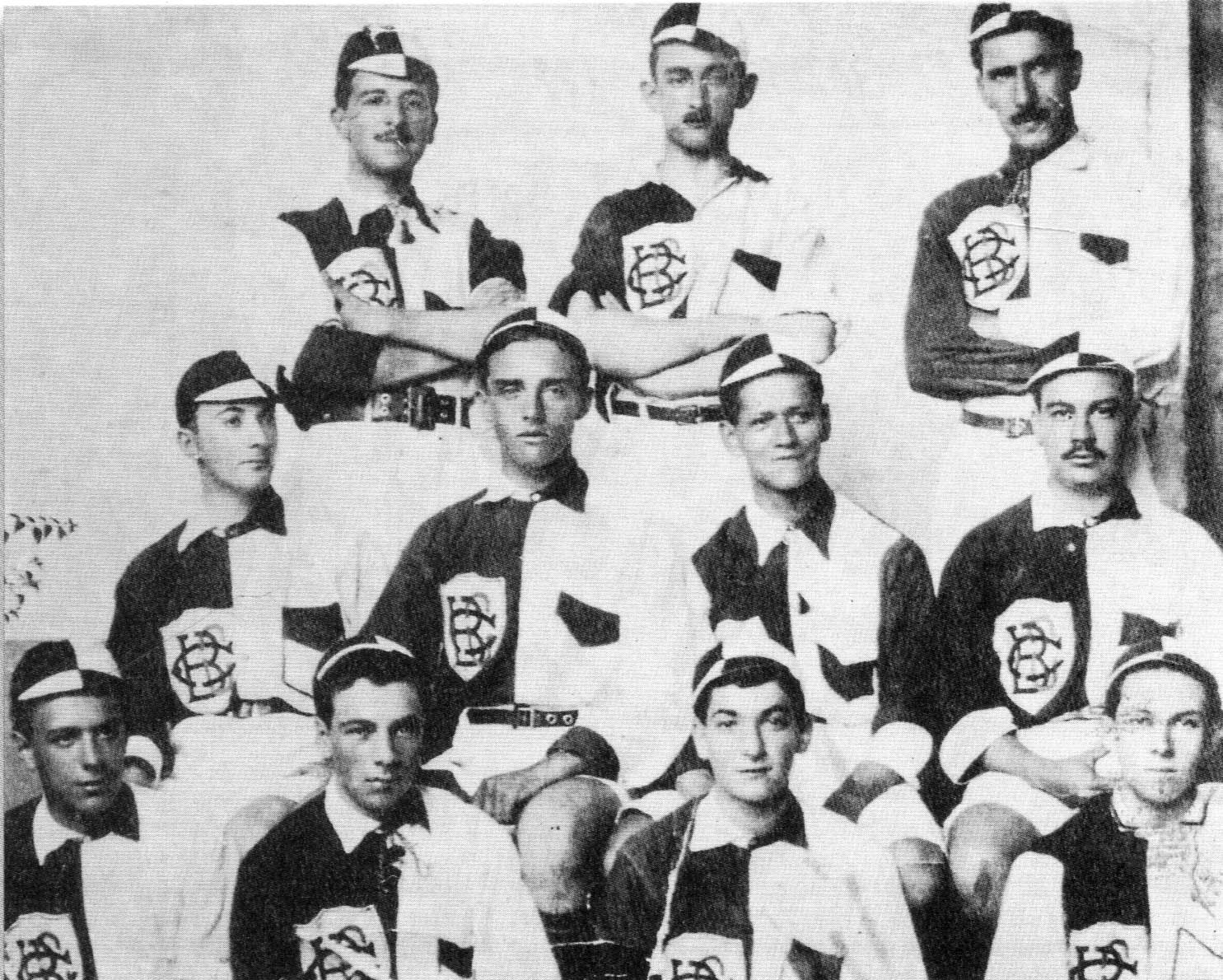
Deportivo Cali in 1914

Deportivo Cali is een Colombiaanse voetbalclub uit Cali.
Deportivo Cali was in 1978 de eerste Colombiaanse voetbalclub die de finale van de Copa Libertadores wist te halen, waarin werd verloren van Boca Juniors. In 1999 haalde de club opnieuw de finale en opnieuw werd er verloren, ditmaal tegen Palmeiras uit Brazilië. Daarnaast wist de club negenmaal het Colombiaanse kampioenschap te winnen.

## Historie
De geschiedenis van Deportivo Cali gaat terug tot 1908 toen een groep jongeren uit Europa terugkeerde en onder de naam The Cali Football Club ging voetballen. In 1930 werd de naam gewijzigd in Deportivo Cali en in 1948 volgde een nieuwe mijlpaal toen de club als professionele voetbalclub verderging. Vanaf dat jaar speelt Deportivo Cali in de hoogste Colombiaanse voetbaldivisie en met enige regelmaat worden er prijzen gewonnen.

## Erelijst
- Landskampioen (10)

1965, 1967, 1969, 1970, 1974, 1996, 1998, 2005-II, 2015-I, 2021-II
- Copa Colombia (1)

2010
- Superliga de Colombia (1)

2014
- Copa Libertadores

Finalist in 1978, 1999

## Stadion
Deportivo Cali speelde zijn thuiswedstrijden tot 2008 in het Estadio Olímpico Pascual Guerrero, waar aartsrivaal América de Cali nog steeds speelt. Dit stadion werd in 1937 in gebruik genomen en biedt plaats aan ongeveer 45.000 toeschouwers. In 2008 volgde de opening van een eigen onderkomen, het Estadio Deportivo Cali. Dit stadion werd in het najaar van 2008 in gebruik genomen en biedt plaats aan 53.347 toeschouwers.

## Bekende (oud-)spelers
- Jorge Ambuila
- Sergio Angulo
- Pablo Batalla
- Héctor Botero
- Mateo Cassierra
- Norberto Conde
- Óscar Córdoba
- Daniel Cruz
- Óscar Díaz

- Rafael Dudamel
- José Carlos Fernández
- Freddy Grisales
- Johan Mojica
- Amaro Nadal
- Hayder Palacio
- Helibelton Palacios
- John Wilmar Pérez
- Bernardo Redín

- Daniel Revelez
- Hugo Rodallega
- Astolfo Romero
- Carlos Valderrama
- Carlos Valencia
- Jhon Viáfara
- Waldemar Victorino
- Mario Yepes
- Cristián Zapata

## Trainer-coaches
- Carlos Bilardo (1977-1978)
- Oscar Tabárez (1988-1989)
- Jorge Luis Pinto (1990-1991)
- José Yudica (1990-1994)
- Reinaldo Rueda (1997-1998)
- Luis Fernando Suárez (2001)
- Pedro Sarmiento (2006-2007)
- José Carreno (2008)
- José Hernández (2008-2009)
- Jorge Bernal (2010)
- Jaime de la Pava (2010-)

## Kampioensteams
- 1965 — Roberto Álvarez [Uru], Omar Ives Ayala, Antonio Cassiano [Bra], Oscar Ferreira [Arg], Orlando Frizzone, José Luis Garma, Iroldo Rodríguez de Oliveira [Bra], Oscar López, Isidro Olmos, Ricardo Pegnoty [Arg], Rubén Ponce de León [Arg], Jorge Ramírez Gallego, Joaquín Sánchez, Mario Sanclemente, Bernardo Valencia. Trainer-coach: Francisco Villegas [Arg].
- 1967 — Mario Agudelo, Roberto Álvarez [Uru], Carlos Antonietta [Arg], Oscar Mario Desiderio [Arg], Miguel Escobar, Benicio Ferreyra [Par], Iroldo Rodríguez de Oliveira [Bra], Hernando Hincapié, Henry Hurtado Valencia, Oscar López, Fabio Mosquera, Oscar Muñoz, Julio Novarini [Arg], Juan Oleinicky [Arg], Norman Ramírez, Jorge Ramírez Gallego, Saúl Salla, Joaquín Sánchez, Adolfo Sanguiovanni [Arg], José Rosendo Toledo [Arg], Alfonso Tovar, Bernardo Valencia. Trainer-coach: Francisco Villegas [Arg].
- 1969 — Mario Agudelo, Oswaldo Ayala [Arg], Norberto Claudio Bautista, Jorge Davino [Arg], Oscar Mario Desiderio [Arg], Miguel Eusebio Escobar, Henry Hurtado Valencia, Iroldo Rodríguez de Oliveira [Bra], Juan Carlos Justich [Arg], Juan Carlos Lallana [Arg], Luis Largacha [Arg], Miguel Loayza [Per], Oscar López, Fabio Mosquera, Oscar Muñoz, Jorge Ramírez Gallego, Carlos Samboni, Joaquín Sánchez, Alfonso Tovar, Pedro Zape. Trainer-coach: Francisco Villegas [Arg].
- 1970 — Mario Agudelo, Jairo Arboleda, Norberto Claudio Bautista, Oscar Mario Desiderio [Arg], Miguel Escobar, Henry Hurtado Valencia, Iroldo Rodríguez De Oliveira [Bra], Miguel Loayza [Per], Darío López, Oscar López, Oscar Muñoz, Jorge Olmedo [Arg], Jorge Ramírez Gallego, Ediberto Righi [Arg], Carlos Samboni, Joaquín Sánchez, Alfonso Tovar, Ramiro Viáfara, Pedro Zape. Trainer-coach: Roberto Resquín [Arg].
- 1974 — Hebert Barona, Oswaldo Calero, Alberto Cardacci [Arg], Fernando Castro, Carlos Colman [Arg], Álvaro Contreras, Abel Dagracca [Arg], Arístides del Puerto [Par], Miguel Escobar, José Gil, Rafael Otero, Heladio Reyes [Per], Angel María Torres, Diego Umaña, Pedro Zape. Trainer-coach: Vladimir Popovic [Yug].
- 1996 — Carlos Álvarez, Arley Betancourt, Víctor Bonilla, Héctor Botero, Miguel Ángel Calero, Mayer Candelo, Walter Escobar, Andrés Estrada, Edison Mafla, Leonardo Fabio Martins [Uru], Andrés Mosquera, Luis Carlos Oliveros, Ever Antonio Palacios, Óscar Pareja, Alberto Pérez, Oscar Quagliatta [Uru], Hamilton Ricard, Néstor Salazar, Max Torres, Martín Zapata. Trainer-coach: Fernando Castro.
- 1998 — Gerardo Bedoya, Arley Betancourt, Víctor Bonilla, Mayer Candelo, Giovanni Córdoba, Fabián Domínguez [Uru], Rafael Dudamel [Ven], Walter Escobar, Herman Gaviria, Prisciliano González [Par], Miguel Marrero, Andrés Mosquera, Lorenzo Carlos Ojeda [Par], John Wilmar Pérez, Edwin Rivas, Alex Viveros, Mario Yepes, Martín Zapata. Trainer-coach: Reinaldo Rueda (tot september), opgevolgd door José Hernández.